# Francesco Laurana

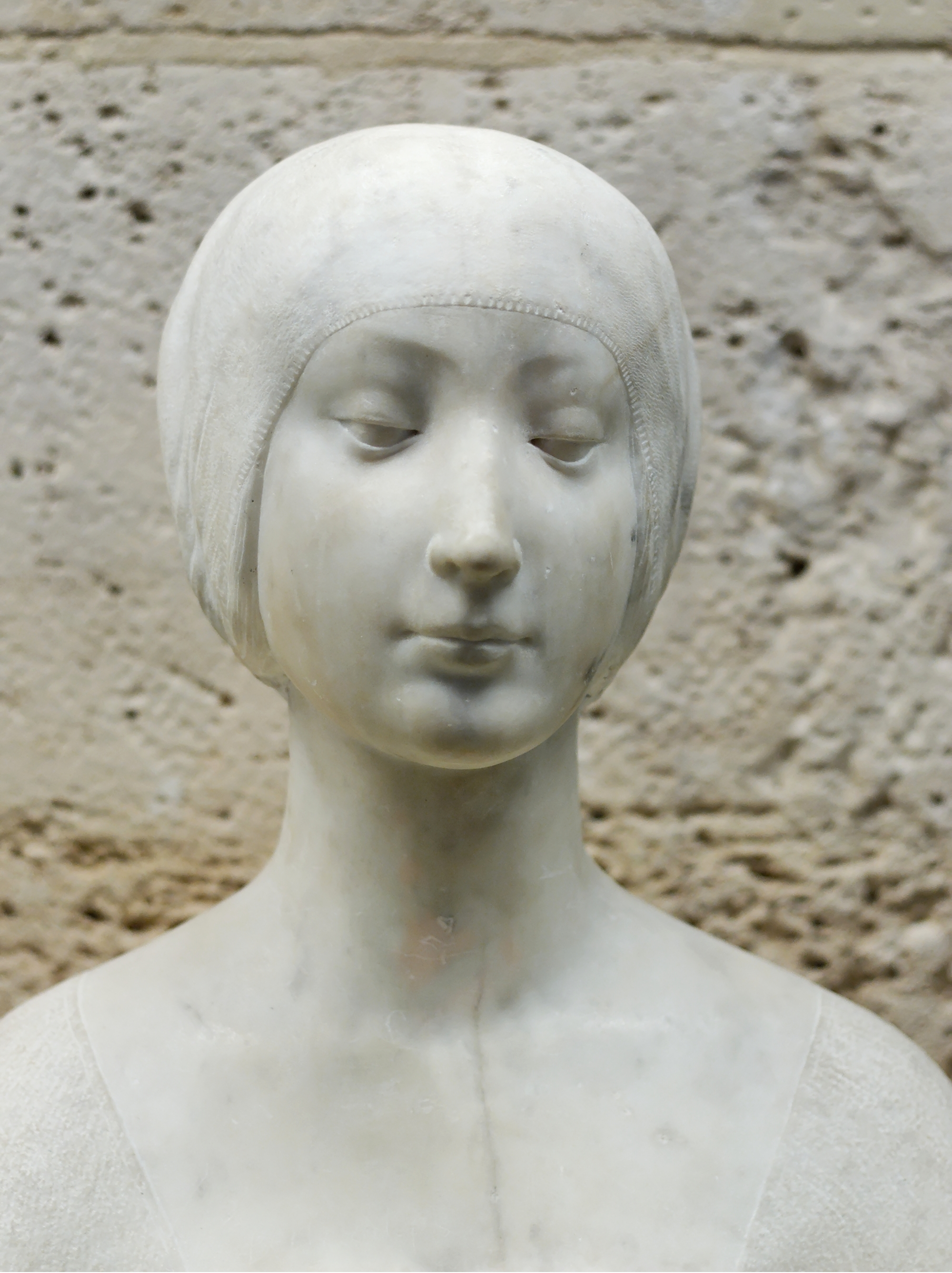
Byst i marmor av en kunglighet, möjligen postumt Eleonora av Portugal, omkring 1471

Francesco Laurana (kroatiska: Franjo Vranjanin), född omkring 1430 i Vrana nära Zadar, död 12 mars 1502, var en kroatisk-italiensk skulptör.
Francesco Laurana stammade från Dalmatien och var huvudsakligen verksam i södra Italien, men även i södra Frankrike.
Flera madonnor och andra skulpturer av Francesco Laurana finns i kyrkor i Palermo. I museet i Palermo finns även flera byster. Han är också företrädd i Berlin och på Louvren. På Waldemarsudde står en gipsavgjutning av hans byst "Neapolitansk prinsessa", till vilket originalet finns på Frick Collection i New York.